# Книга джунглів 2 (фільм)
«Книга джунглів 2» (англ. The Jungle Book 2) — майбутній американський фільм режисера Джона Фавро, продовження до фільму "Книга джунглів".

## Сюжет
Сюжет наразі невідомий.

## У ролях
- Ніл Сеті — Мауглі

## Виробництво
Після фінансових зборів та позитивної критики першого фільму студія розпочала роботу над продовженням. Джон Фавро повернеться як режисер, і Ніл Мережі повторить свою роль, тоді як сценарист Джастін Маркс також веде переговори про його повернення. 25 квітня 2016 року було оголошено, що Фавро і Маркс повернуться в крісла режисера і сценариста відповідно, а продовження можливо вийде в 2019 році і буде демонструватися разом з «Королем Левом». Однак у березні 2017 року було оголошено, що продовження було призупинено, щоб Фавро натомість зосередився головним чином на «Королі Леві». До 12 січня 2018 року Маркс закінчив ранню чернетку сиквела, яка, за його словами, «піде далі» за матеріалами Кіплінга, а також за елементами відхилених чернеток Білла Піта для фільму 1967 року. У жовтні того ж року Ніл Сеті підтвердив, що він повторить роль Мауглі.